# Kockelsberg (Trier)

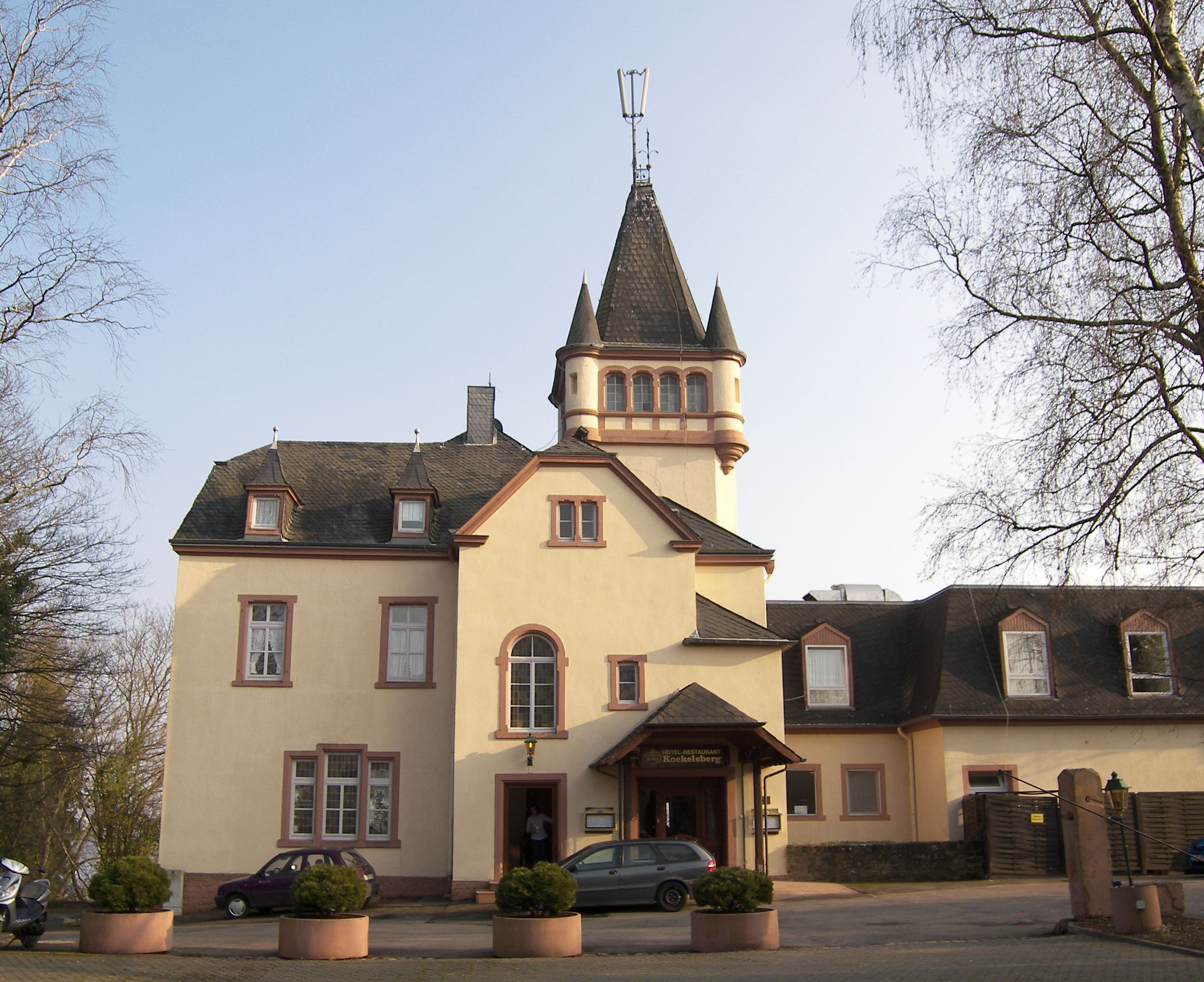
Berghotel Kockelsberg von der Bergseite

Der Kockelsberg ist ein 334,4 m ü. NHN hoher Berg in Trier. Er ist besonders für seine imposante zur Mosel abfallende Sandsteinformation bekannt. Auf dem Berg befindet sich das Berghotel Kockelsberg. Zum am Kockelsberg gelegenen Weißhaus führte die 2011 abgebaute Trierer Kabinenbahn.

## Name
Der Name des Berges wurde erstmals im 12. Jahrhundert als „Kochiliberg“ erwähnt, 1261 auch als „Kuckilberg“. Es gibt drei Erklärungen für die Herkunft des Namens:
- vom lateinischen Wort „cucullus“ = „Kapuze“,
- vom bayerischen „Köcheln“ für einen bewachsenen Hügel,
- von pfälzisch „Koch“ und nassauisch „Kock“ für Bach.

## Entstehung
Der Berg entstand, als das Meer, welches die Trierer Bucht bildete, austrocknete.

## Berghof Kockelsberg
Seit 1867 gibt es auf dem Kockelsberg eine Gastronomie. Eingerichtet wurde sie in jenem Jahr vom Geschäftsmann Peter Lehnert auf dem Hof Kockelsberg, welcher sich im Besitz der Vereinigten Hospitien zu Trier befand.
Der Kockelsberger-Hof wurde bereits als Lehen des Erzbischofs Balduin (Amtszeit 1307 bis 1357) erwähnt. In jenen Aufzeichnungen findet sich im Jahr 1268 ein Sohn des Bonifax Rex, Bonifax der Ältere, als Besitzer der Anlage. 1386 ist der Hof im Besitz von Familienmitgliedern der Ritter von Schönecken (siehe Schönecken) und der luxemburgischen Grafen von Wiltz.
Etwa zu Beginn des 16. Jahrhunderts gelangte das Hofgut Kockelsberg in das Eigentum des St.-Jakobus-Hospitals. Bereits zu einem früheren Zeitpunkt waren Eigentümerfamilien des Hofes Mitglied in der St.-Jakobus-Bruderschaft. Das St.-Jakobusspital verpachtete daraufhin den Kockelsberger Hof an Bauernfamilien mit langfristigen Verträgen.
1742 wurde auf dem Kockelsberg eine dem Heiligen Franz Xaver geweihte Kapelle errichtet. Sie stand dort, wo sich heute das Kockelsbergrestaurant befindet. Eine durch Spenden finanzierte Statue am Giebel des Restaurants erinnert noch an diese Kapelle.
Die Gastwirtschaft war sehr beliebt bei Trierer Ausflüglern und wurde nicht nur von den jungen Menschen gern besucht, die dem Ort die scherzhafte Bezeichnung „Monte Coculli“ zudachten. Peter Lehnert starb am 12. Juni 1887 und vermachte einen großen Teil seines Vermögens seinem Verpächter, den Vereinigten Hospitien zu Trier, unter der Vorgabe, dass diese auf dem Kockelsberg ein Kurhaus errichten sollten. Beim Bau arbeitete der Kreisbaumeister Eberhard Lamberty mit dem Architekten K. Th. Schmitt aus Frankfurt am Main zusammen. Am 20. November 1890 wurde das neue Kockelsberg-Haus dann feierlich eingeweiht und von Lehnerts Nachfahren bewirtschaftet.
Für die bequeme Zufahrt von Kraftfahrzeugen wurde 1930 der Zuweg von der Bitburger Chaussee zum Kurhaus ausgebaut. Als die Pächterfamilie Lehnert 1927 aufgab, übernahm bis 1939 ein Heinrich Castell. Die Wehrmacht beschlagnahmte danach das Haus. Nach dem Krieg verpachteten die Vereinigten Hospitien das Haus Kockelsberg an den Hotelier Otto Mann.
1979 kaufte der Trierer Geschäftsmann Johann Erdmann das gesamte Anwesen und ließ es denkmalgerecht zu einem modernen Hotel umbauen.

## Trivia
- Das Hofgut Mariahof trug bis 1844 den Namen Kockelsberg.[6]
- In Mehring gibt es ebenfalls einen Kockelsberg sowie eine Kockelswiese.